# Canderotalia
Canderotalia es un género de foraminífero planctónico de la familia Candeinidae, de la superfamilia Globorotalioidea, del suborden Globigerinina y del orden Globigerinida. Su especie tipo es Hastigerina klampisensis. Su rango cronoestratigráfico abarcaba el Mioceno medio.

## Descripción
Canderotalia incluía especies con conchas trocoespiraladas, de forma discoidal-globular; sus cámaras eran subesféricas infladas; sus suturas intercamerales eran rectas e incididas; su contorno ecuatorial era subpoligonal y lobulado; su periferia era ampliamente redondeada; sus ombligos son estrechos y profundos; su abertura principal era interiomarginal, umbilical-extraumbilical, con forma de arco amplio, y rodeada con un labio que se hace más grueso en el ombligo convirtiéndose en una solapa, la cual presentaba aberturas accesorias arqueadas; las suturas presentaban aberturas suplementarias en toda la curvatura umbilica-espiral de la sutura, todas ellas con un reborde grueso; presentaban pared calcítica hialina, finamente perforada, y superficie mayoriatariamente lisa, pero con pústulas en el lado umbilical de las primeras cámaras.

## Discusión
Clasificaciones posteriores han incluido Canderotalia en la familia Tenuitellidae.

## Clasificación
Canderotalia incluye a la siguiente especie:
- Canderotalia klampisensis †